# Pachycraerus pluricolor
Pachycraerus pluricolor är en skalbaggsart som beskrevs av Desbordes 1914. Pachycraerus pluricolor ingår i släktet Pachycraerus och familjen stumpbaggar. Inga underarter finns listade i Catalogue of Life.